# Yaw Patera
L'Yaw Patera è una struttura geologica della superficie di Io.